# ワダイ州
ワダイ州（ワダイしゅう、Ouaddaï Region）は、チャドの州。チャドの22ある州のうちのひとつである。州都はアベシェ。

## 設立まで
かつてはワダイ県という名であった。

## 下位行政区画
ワダイ州はAssounghaとOuaraの2県からなる。州南部のDjourf Al Ahmarとシラ県の2県は、2008年にシラ州として分離した。

## 住民
ワダイ州の住民にはアラブ人とマバ人が多い。
2010年代後半、ワダイ州では、遊牧民のザガワ族と農耕民との間で軋轢が生じるようになり、しばしば死者を出す規模の武力衝突を起きている。

## 経済
州の主産業は農業と牧畜である。

## 出身人物
- マハマト＝サレ・ハルーン - 映画監督、脚本家